# Wormstedt
Wormstedt ist ein Ortsteil der Stadt und der Landgemeinde Bad Sulza im Landkreis Weimarer Land in Thüringen.

## Lage
Wormstedt liegt auf dem Plateau zwischen Ilm und Saale auf überlösstem Muschelkalk. Der Bach Utenbach entspringt in der Gemarkung und fließt bis zum Dorf Utenbach nach Westen, dann nach Norden, um in Flurstedt in die Ilm zu münden. Die Landesstraße 1059 von Apolda nach Camburg streift nördlich den Ort.
Die Buslinie 282 der PVG Weimarer Land verbindet den Ort mit Camburg bzw. Apolda.

## Geschichte

### Vorzeit bis 19. Jahrhundert

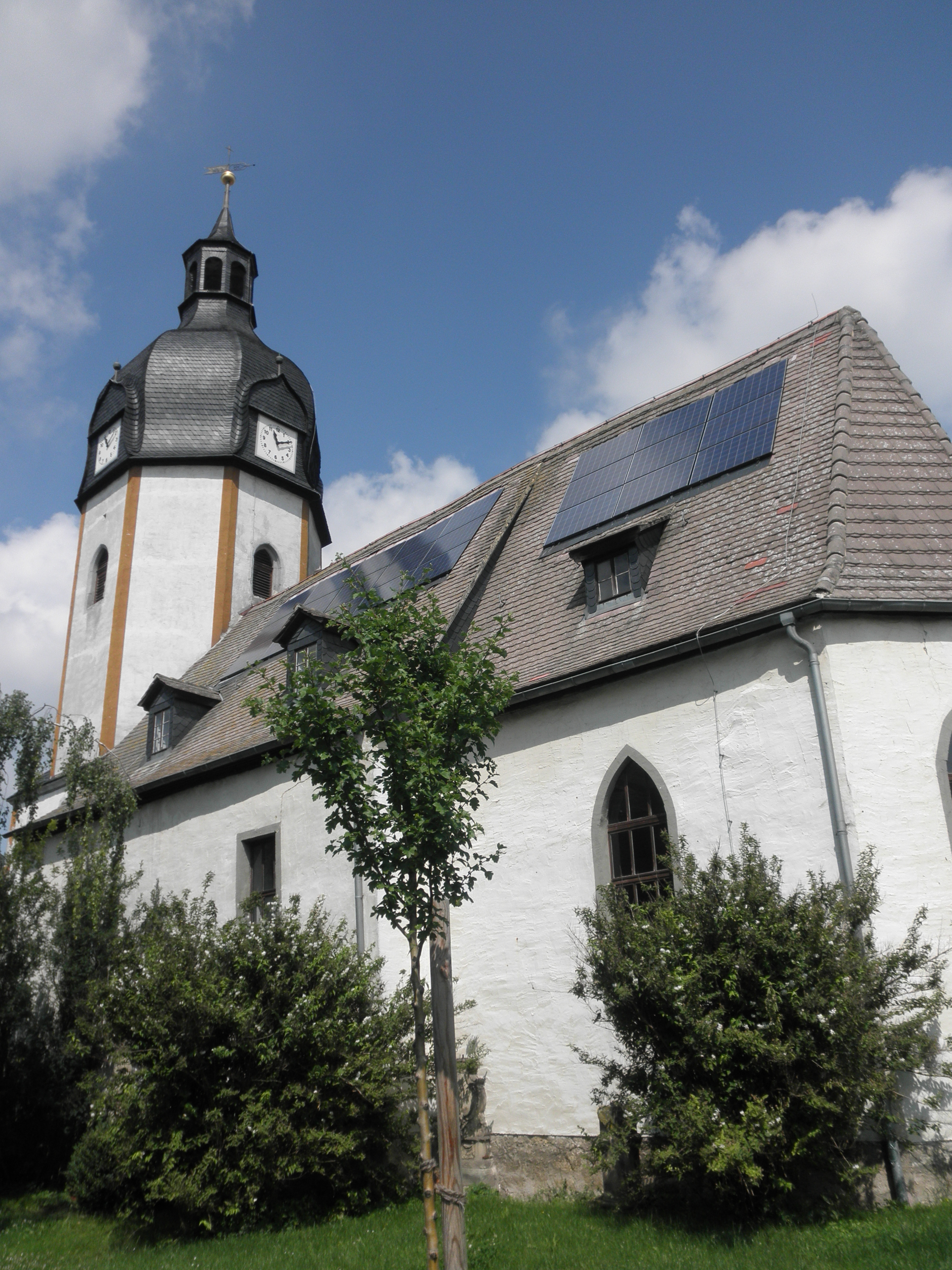
Kirche in Wormstedt (2012)

Ausgrabungen weisen eine Besiedlung des Gebiets mindestens seit der jüngeren Steinzeit um 2000 vor Chr. nach. Der späteren keltischen folgte eine germanische Besiedlung des Gebiets.
Die Endsilbe -stedt lässt auf eine Ortsgründung zwischen 300 und 800 n. Chr. schließen. Es könnte die Wohnstätte eines Wurmher („Wurmheristat“) gewesen sein. Schon vor 900 tauchte diese Ortsbezeichnung in einem Verzeichnis des Reichsklosters Fulda auf. Die Sage bringt den Ortsnamen mit einem Lindwurm zusammen, der hier gehaust haben soll. Dieser wird auch schon lange im Kirchensiegel (Zusammenhang mit Georg dem Drachentöter?) und im Ortswappen gezeigt. In einer Urkunde König Ottos I. wird Wormstedt 957 genannt. So beging der Ort 1957 seine 1000-Jahr-Feier und 2007 die 1050-Jahr-Feier. Wurmheristat gehörte zum Husitingau oder Ostergau, ab dem 14. Jahrhundert mit dem wettinischen Amt Dornburg zu wechselnden Ernestinischen Herzogtümern bis hin zum Großherzogtum Sachsen-Weimar-Eisenach von 1815 bis 1918. Die älteste Überlieferung von Hofbesitzern stammt aus der Zeit von 1421 bis 1425.
Ob innerhalb der Ortsflur eine Wüstung Proschwitz gelegen hat, ist umstritten. Möglicherweise liegt ein gewöhnlicher Flurname zugrunde.
Im Dorf gab es neben den bäuerlichen Anwesen ein Rittergut, Stammsitz der Herren von Wormstedt. Ein Reinher von Wormstedt wurde bereits in Urkunden von Ende des 12. Jahrhunderts genannt. Besitzer war später eine Familie von Wolframsdorf und von 1694 bis ins 19. Jahrhundert die Familie von Milkau.
Der Ort hatte im Dreißigjährigen Krieg schwer unter Raub, Mord und Plünderungen zu leiden. Die Bevölkerungszahl ging drastisch zurück. In fünf Jahren starben 114 Menschen, überwiegend den Hungertod. Im Jahr 1637 brannte fast das ganze Dorf ab, 1742 noch einmal – einschließlich sämtlicher Rittergutsgebäude. Der Ort wurde im fränkischen Stil wieder aufgebaut.
Im Jahr 1717 schrieb Georg Philipp Telemann, dessen Bruder (als Pfarrer) und dessen Mutter in Wormstedt lebten, hier seine Kantate Wer will uns scheiden von der Liebe Gottes.
Nach der verlorenen Schlacht bei Jena und Auerstedt 1806 wurde Wormstedt drei Tage lang von französischen Truppen geplündert und die Bewohner misshandelt. Es folgten in der Zeit der Fremdherrschaft Einquartierungen, Zwangsabgaben und Spanndienste. Die jungen Männer, die bei den „Weimarer Jägern“ dienten, kehrten größtenteils aus Napoleons Kriegen in Spanien und Russland nicht zurück.
Wormstedt hatte 1816 345 Einwohner, 83 Bauernhäuser und ein Rittergut. Letzteres fiel 1819 an den Großherzog von Sachsen-Weimar; es wurde von da an verpachtet, teilweise abgebaut und aufgelöst. 40 Bauern erwarben dann als Kaufkommune das Gut. Das Herrenhaus verkauften sie 1831 an Johann Christoph von der Gönne, der einen Gasthof darin einrichtete. Sein Sohn baute eine Brauerei im Gutsgelände, die als Wormstedter Brauerei bis zur Enteignung 1946 arbeitete und 1953 abgerissen wurde. Im Jahr 1857 gründete sich ein Landwirtschaftlicher Verein, der sich sehr um die Einführung der neuen Erkenntnisse der Agrarwissenschaft in bäuerlichen Betrieben kümmerte.
Um 1870 wurde ein neues Schulhaus gebaut, das bis 1958 für den genannten Zweck, dann bis 1989 als Turnhalle genutzt wurde und jetzt das Café und Restaurant Ludotschka beherbergt.
Nach dem Deutsch-Französischen Krieg 1870/71 erlebte Wormstedt einen anhaltenden wirtschaftlichen Aufschwung, wie das Kaiserreich allgemein. 1903–1908 wurde eine Wasserleitung für Wormstedt gebaut.

### Im 20. Jahrhundert
Aus dem Ersten Weltkrieg kehrten 10 Wormstedter Soldaten nicht zurück. Ihnen wurde zum Totensonntag 1920 ein Denkmal vor der Kirche gesetzt.
Ab 1933 erfolgte die Eingliederung der Bewohner in die nationalsozialistischen Organisationen und die entsprechende Gleichschaltung vieler Lebensbereiche. Bei Erfüllung der Voraussetzungen wurden Erbhöfe eingerichtet. Im folgenden Zweiten Weltkrieg mussten Frauen, Alte, französische und polnische Kriegsgefangene sowie Fremdarbeiter die Arbeit der zur Wehrmacht eingezogenen Männer übernehmen. Das Dorf hatte 1939/40 Evakuierte aus dem Saarland, später aus den Luftkriegsgebieten in Westdeutschland und ab Ende 1944 Flüchtlinge aus den Ostgebieten aufzunehmen. Die Einwohnerzahl nahm auf 900 zu. Im Frühjahr erfolgten zahlreiche Luftangriffe durch die Alliierten. Am 12. April abends rollten US-Panzer durch das Dorf in Richtung Osten, danach wurde Wormstedt von amerikanischen Soldaten besetzt.
Die USA übergaben Anfang Juli gemäß dem Potsdamer Abkommen ganz Thüringen an die Rote Armee. So wurde Wormstedt Teil der SBZ und ab 1949 der DDR. Es hatte alle einschneidenden gesellschaftlichen Veränderungen, einschließlich Bodenreform mit entschädigungslosen Enteignungen der großen Bauern, Aufteilung von deren Land an Neubauern und späterer Kollektivierung mitzuvollziehen. Eine LPG „8. Mai“ wurde gegründet, 1960 wurden die letzten Einzelbauern in eine LPG Typ II „Lindwurm“ gezwungen. 1958 und 1988 wurden neue Schulgebäude errichtet, letzteres ist heute die Regelschule.
Die NVA baute in den 1980er Jahren bei Wormstedt ein Objekt, wohl ein Raketenlager oder eine Newa-Stellung. Die sowjetischen Luftstreitkräfte legten das Wormstedt Reserve Airfield (NATO-Bezeichnung) an.
Nach der Wende, 1990 löste sich die LPG auf, die Beteiligten schlossen sich der neu gegründeten Agrargenossenschaft Ilm-Saale-Platte in Eckolstädt an. 1991 bis 1993 wurde ein neues Gewerbegebiet erschlossen, ab 1994 entstand das Siedlungsgebiet Am Eselstanz. Altbauten und Infrastruktur im Dorf wurden erneuert, 1997/98 auch das ehemalige Herrenhaus des Gutes wiedererrichtet und zum attraktiven Wohnhaus umgewandelt.

### Im 21. Jahrhundert
Von 1996 bis Ende 2019 hatte die Verwaltung der aus neun Dörfern neu gebildeten Einheitsgemeinde Saaleplatte ihren Sitz in Wormstedt. Der Ort verfügt über eine Grund- und Regelschule. 599 Einwohner waren 2009 hier ansässig. Mit der Eingemeindung der Gemeinde Saaleplatte in die Stadt und Landgemeinde Bad Sulza am 31. Dezember 2019 wurde Wormstedt ein Ortsteil dieser.

## Sehenswürdigkeiten
- Die gotische Kirche St. Georg wurde 1617 bis 1622 unter dem Guts- und Patronatsherrn Christoph von Wolframsdorf errichtet. Der steinerne Westturm stammt vom Vorgängerbau aus der Zeit um 1200 und ist 33 m hoch. Die Kirche wurde 1717 renoviert. Anfang des 19. Jahrhunderts stiftete die Gutsherrin von Milkau eine neue Innenausstattung, nachdem die bisherige teilweise einem Raubzug zum Opfer gefallen war. Im Zeitraum 1879 bis 1884 folgte eine umfangreiche Renovierung, die mehr Tageslicht in die Kirche hineinließ. Die Grabplatten der in der Kirche beigesetzten Persönlichkeiten wurden an die äußere Kirchenmauer versetzt. Nach den beiden Weltkriegen wurden Namenstafeln der Gefallenen im Innenraum angebracht. Unter den 35 Gefallenen und Vermissten des Zweiten Weltkriegs findet sich viermal der Name von der Gönne. In den ersten DDR-Jahren drohte die Kirche zu verfallen und wurde ab den 1970er Jahren nicht mehr genutzt. Orgel und Altaraufbau mit Kanzel wurden entfernt. Kirchliche Handlungen erfolgten in einem Gemeinderaum im Pfarrhaus. Doch 1984 begannen Wiederherstellungsarbeiten unter Beteiligung der Gemeindemitglieder, freiwilliger Helfer, Spender und einer LPG-Baubrigade, im Folgejahr 1985 wurde eine spezielle Turmbaubrigade gebildet.

Nach der deutschen Wiedervereinigung Anfang der 1990er Jahre wurden der Dachstuhl erneuert und die Stuckdecke restauriert. Im Jahr 1996 wurde die Kirche feierlich wieder eingeweiht. Auf dem Dach wurde eine vom Freistaat Thüringen geförderte Fotovoltaikanlage installiert.
Ein Taufbecken aus Sandstein stammt vermutlich aus dem 11. oder 12. Jahrhundert. Es war lange innerhalb der Kirchhofmauern aufgestellt und befindet sich seit 1996 wieder im Kircheninnenraum.
- Ein Kriegerdenkmal von 1920 für die Gefallenen des Ersten Weltkriegs steht vor der Kirche, mit der späteren Inschrift: „Die Toten mahnen“. Die Namenstafeln wurden nach 1945 entfernt.
- Der Grabstein von Johanna Maria Telemann, der Mutter von Georg Philipp Telemann, konnte gefunden, identifiziert und rekonstruiert werden. Ihr Sohn Heinrich Mathias Telemann war jahrzehntelang Pfarrer in Wormstedt, und seine Mutter hatte bei ihm gelebt.

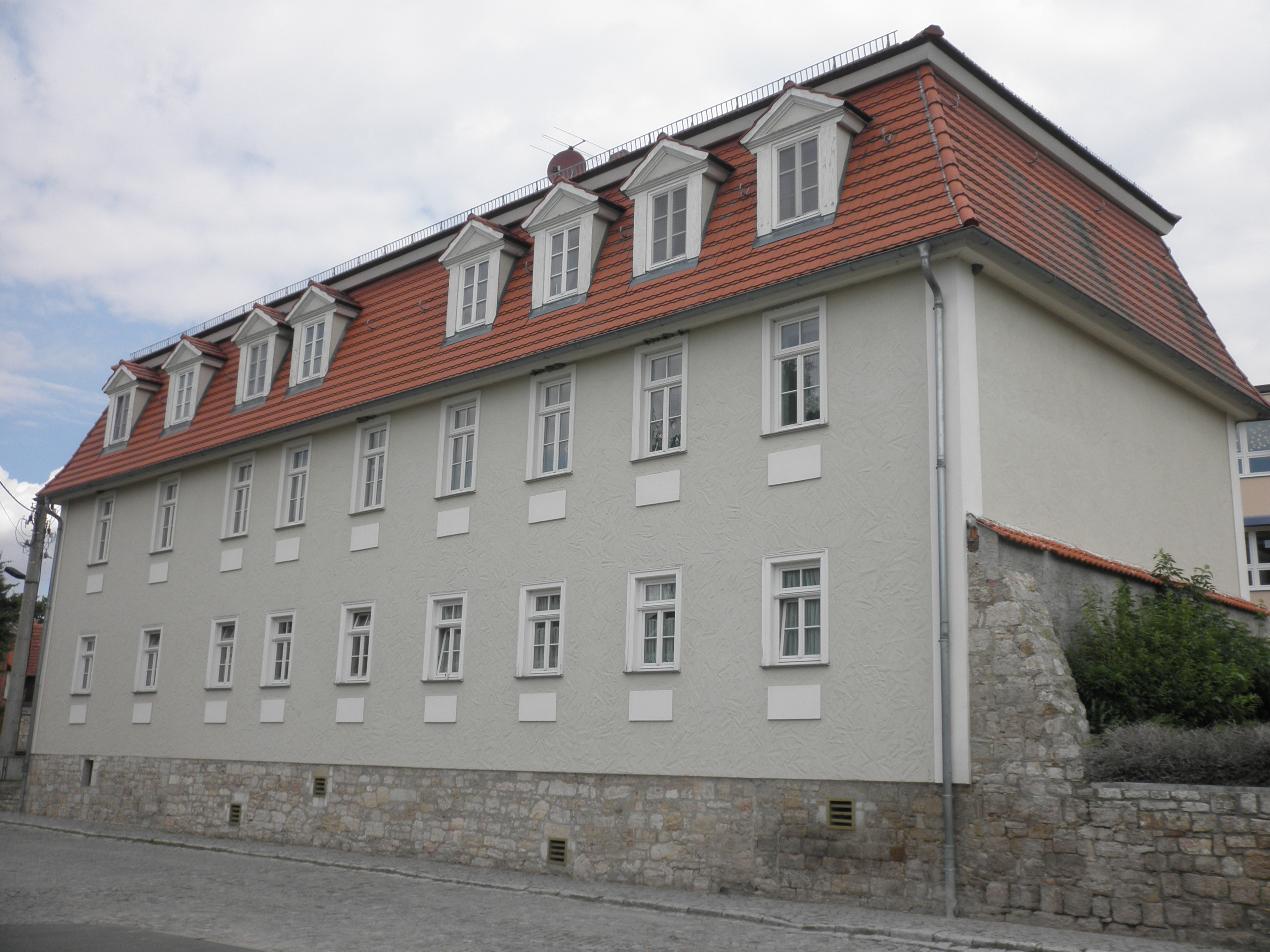
Herrenhaus (1997/98 erneuert)
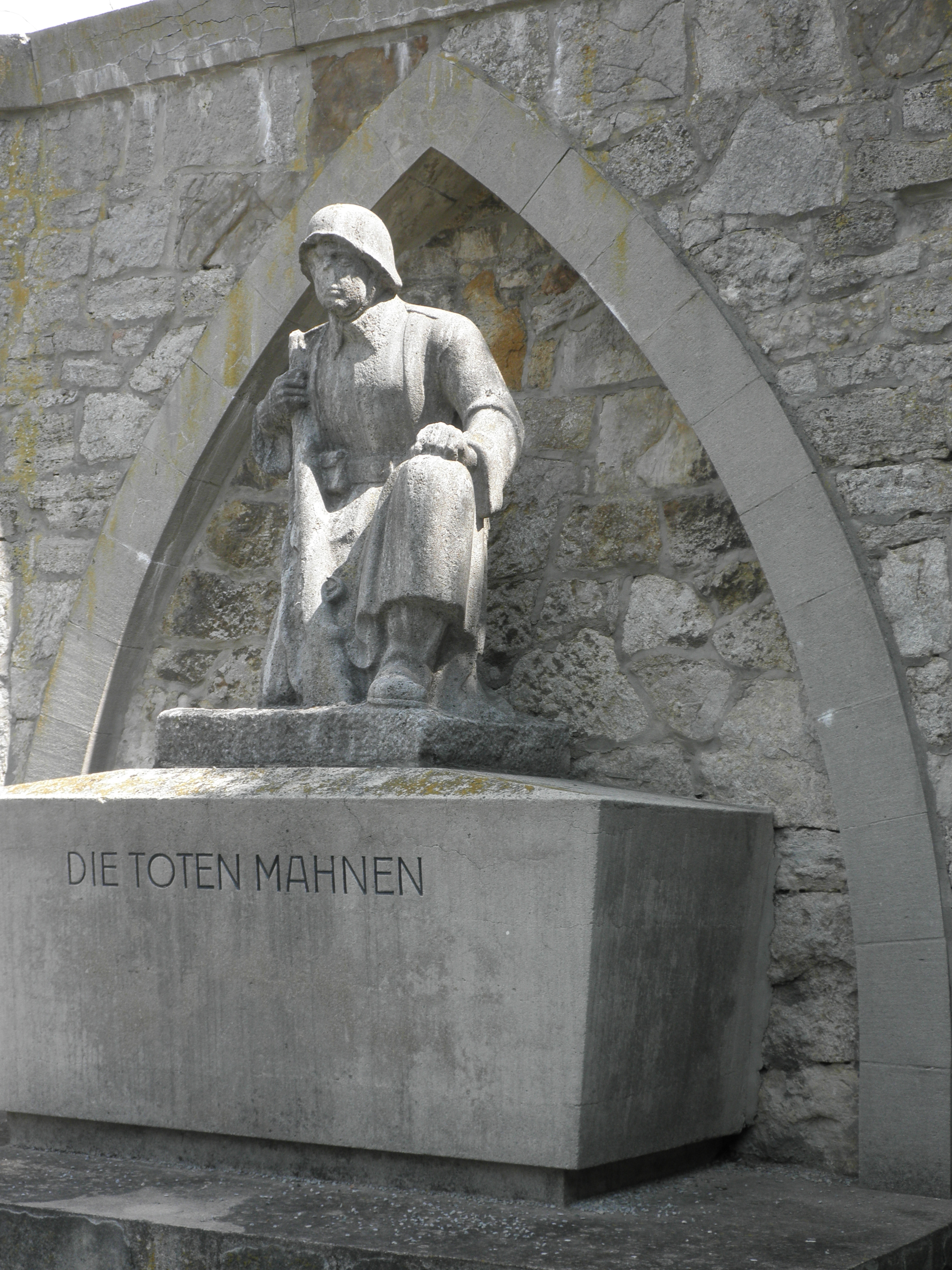
Kriegerdenkmal (von 1920)
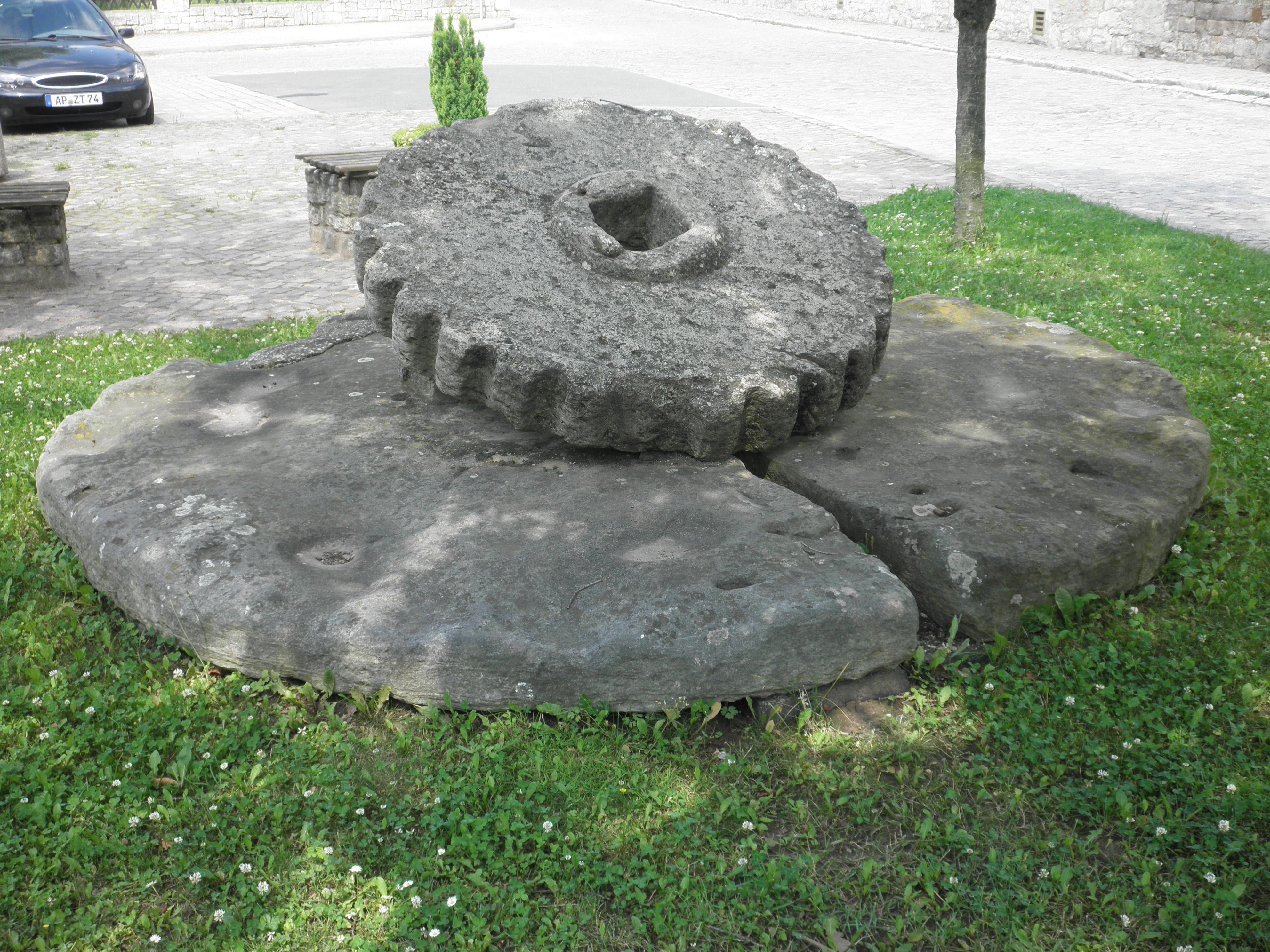
Waidstein, der zum Zermahlen von Färberwaid diente
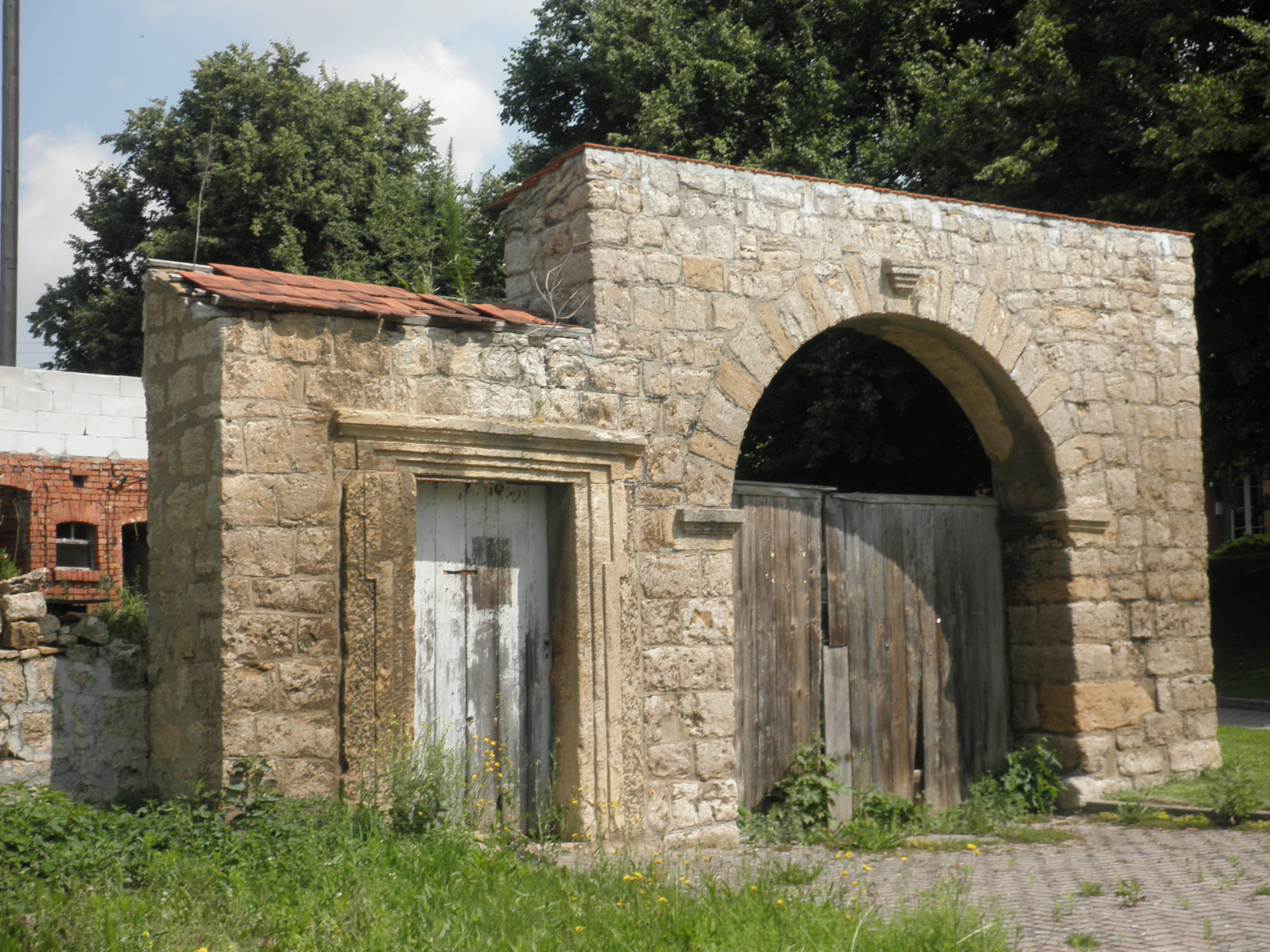
Hoftor eines verfallenen Gebäudes

## Wirtschaft
- Die Einwohner arbeiten in Betrieben im Ort, in Apolda oder Jena. In der Landwirtschaft des früheren Bauerndorfs soll nur noch ein einziger Einwohner tätig sein.
- Im Nordosten des Ortes wurde ab 1991 ein Gewerbegebiet errichtet
- Nordwestlich von Wormstedt stehen Windkraftanlagen älterer Bauart von 1996. Östlich beherrscht ein zu Eckolstädt gehörender Windpark mit 42 großen Anlagen das Landschaftsbild.

## Personen
- Otto von der Gönne (1891–1954), in Wormstedt geboren und verstorben. Lehrer in Wormstedt. Er kehrte, in US-amerikanischer Internierung berufsunfähig geworden, 1948 nach Wormstedt zurück. Von der Gönne schrieb die Ortschronik, auch aufgrund intensiver eigener Nachforschungen.
- Bruno Lietz (1925–2005), in Wormstedt geboren. Autoschlosser, Traktorist, Funktionär. Er war 1982 bis 1989 Mitglied des ZK der SED und Landwirtschaftsminister der DDR